# Giovanni Girolamo Manieri
Giovanni Girolamo Manieri (L'Aquila, ... – 28 gennaio 1587) è stato un vescovo cattolico italiano.

## Biografia
Nato all'Aquila nella nobile famiglia Manieri, diventò arciprete di Terlizzi, nella Terra di Bari. Il 20 maggio 1585 fu nominato da papa Sisto V vescovo di Venosa e rimase in carica fino alla morte, avvenuta nel 1587.